# Chiaromonte
Chiaromonte est une commune italienne d'environ 2 000 habitants située dans la province de Potenza, dans la région Basilicate, en Italie méridionale.

## Administration
| Période                                  | Période | Identité | Étiquette | Qualité |
| ---------------------------------------- | ------- | -------- | --------- | ------- |
|                                          |         |          |           |         |
| Les données manquantes sont à compléter. |         |          |           |         |

### Hameaux
Armirosse, Sant'Uopo, Sagittario, Pietrapica, Battifarano, Mancuoso, Sammarella, San Pasquale, Bosco Magnano, Canocchielo-Pollino, Largo di Mezzo, Grottole.

### Communes limitrophes
Castronuovo di Sant'Andrea, Castrovillari, Episcopia, Fardella, Francavilla in Sinni, Morano Calabro, Noepoli, Roccanova, San Costantino Albanese, San Severino Lucano, Senise, Teana, Terranova di Pollino, Viggianello.